# Devil May Care
Devil May Care (I Djævelens tjeneste) er en James Bond-bog skrevet af Sebastian Faulks. Bogen er udgivet første gang i 2008, i 100-året for James Bonds skaber Ian Flemings fødsel.
I modsætning til sine forgængere John Gardner og Raymond Benson, der placerede Bond i deres respektive samtid i 1980'erne og 1990'erne, har Sebastian Faulks valgt at lade handlingen foregå i 1967 og dermed i forlængelse af Ian Flemings oprindelige romaner.

## Plot
Bond får til opgave at se nærmere på Dr. Julius Gorner, der mistænkes for at organisere heroinsmugling til Storbritannien. En indsmugling der viser sig at ske fra Persien (nu Iran), hvor Gorner tillige viser sig at have dødelige planer mod Storbritannien. Men inden Bond og kvinden Scarlett Papava når at blive klar over det, er de selv endt som Gorners fanger – udset til at være om bord på et fly med selvmordskurs mod en russisk atombase.